# Macrosiphum nevskyanum
Macrosiphum nevskyanum är en insektsart som beskrevs av Macgillivray 1958. Macrosiphum nevskyanum ingår i släktet Macrosiphum och familjen långrörsbladlöss. Inga underarter finns listade i Catalogue of Life.